# Нікетас Ремесіанський
Нікетас (бл. 335 — 414) — єпископ Ремезіанський (сучасна Бела Паланка, Сербія), яка тоді була в римській провінції Дакія Середземноморська.

## Біографія
Нікета пропагував латинську священну музику для використання під час євхаристійного богослужіння і, як вважають, створив низку літургійних гімнів, серед яких деякі вчені ХХ століття називають головний латинський християнський гімн хвали Te Deum, який традиційно приписується Амвросію та Августину. Вважається, що він є місіонером варварського фракійського племені бессів.
Через його місіонерську діяльність його сучасник і друг, Паулін з Ноли, поетично хвалив його за повчання варварів в Євангелії, перетворених ним з вовків на овець і введених у отару миру, і за те, що він навчав славити Христа римських розбійників серця, які раніше такої здатності не мали. Однак сумнівно, чи ці варвари справді були варварами, чи їх згадка є лише поетичним топосом. Справді, Паулін, який написав цілком класичну латинську поезію, ймовірно, використав існуючі поетичні авторитети. Для Дакії, звідки походив Нікета, поетичним авторитетом був Овідій, хоча Дакія (ймовірно, провінція Середземноморська Дакія) того часу не відповідала Гетії, куди був вигнаний Овідій.
У 398 році Нікета здійснив паломництво до Ноли, щоб відвідати могилу Фелікса Нолського.
Збереглися довгі уривки з його основної доктринальної праці «Інструкції для кандидатів на хрещення» у шести книгах. Вони показують, що він підкреслював ортодоксальну позицію в тринітарній доктрині. У них міститься вислів «причастя святих» про віру в містичний зв’язок, що об’єднує живих і мертвих певною надією та любов’ю. Не збереглося жодних доказів попереднього використання цього виразу, який з тих пір відігравав центральну роль у формулюваннях християнського віровчення.
Його свято як святого припадає на 22 червня.